# Danny Huston
Pour les articles homonymes, voir Huston.
Danny Huston est un acteur et réalisateur américano-britannique né le 14 mai 1962 à Rome (Italie).

## Biographie

### Jeunesse et famille
Fils du réalisateur John Huston (1906-1987) et de l'actrice Zoe Sallis, Daniel Sallis Huston naît le 14 mai 1962 à Rome en Italie. Ses parents se rencontrent sur le tournage de La Bible réalisé par Huston et dans lequel Sallis interprète Agar.
Il est le demi-frère de Tony Huston (en) et Anjelica Huston, nés de l'union de leur père avec la danseuse Enrica Soma (1929-1969) avec laquelle il était alors marié.

### Carrière
Danny Huston commence sa carrière à l'écran en 1995 dans Leaving Las Vegas de Mike Figgis. Deux ans plus tard, Bernard Rose lui offre un rôle dans Anna Karenine avec Sophie Marceau dans le rôle principal.
En 2000, il retrouve Mike Figgis dans Time Code et Bernard Rose le fait jouer dans son nouveau film Ivans Xtc.
En 2003, il est présent dans le film d'Alejandro González Iñárritu : 21 Grammes. L'année suivante, il tourne dans plusieurs films Silver City de John Sayles, Birth de Jonathan Glazer et le biopic Aviator réalisé par Martin Scorsese. Il apparaît également pour la première fois sur le petit écran dans un épisode de la série Les Experts.
En 2006, il est présent au casting du biopic Marie-Antoinette de Sofia Coppola, Les Fils de l'homme d'Alfonso Cuarón, Fade to Black d'Oliver Parker (où il incarne Orson Welles) et Alpha Male de Dan Wilde. La même année, il est présent dans la mini-série Opération Hadès.
En 2008, il tourne dans la mini-série John Adams et les films Un Anglais à New York et The Kreutzer Sonata (qui marque sa troisième collaboration avec Bernard Rose).
En 2010, il joue dans l'adaptation de Robin des Bois réalisé par Ridley Scott, puis Le Choc des Titans de Louis Leterrier, Hors de contrôle de Martin Campbell, The Warrior's Way de Sngmoo Lee et We Want Sex Equality de Nigel Cole.
En 2012, il est présent dans la série Magic City et reprend son rôle dans La Colère des Titans cette fois-ci réalisé par Jonathan Liebesman.
En 2014, il apparaît dans la seconde saison de Masters of Sex et il tourne dans Big Eyes de Tim Burton, avec Amy Adams et Christoph Waltz, et Tigers de Danis Tanović.
En 2017, il joue dans le premier volet de Wonder Woman réalisé par Patty Jenkins, ainsi qu'aux côtés de Blake Lively et Jason Clarke dans Je ne vois que toi et Newness de Drake Doremus. L'année suivante, il intègre le casting de la sérié télévisée Yellowstone.
En 2019, il est présent dans les séries Succession et Doc Martin et au cinéma dans Io du français Jonathan Helpert et Les Derniers Jours de M. Brown de Wayne Roberts avec Johnny Depp et Zoey Deutch. Il joue également dans le troisième opus de la série de films La Chute mettant en scène Gerard Butler dans le rôle de Mike Banning : La Chute du Président éalisé par Ric Roman Waugh.

### Vie privée
Danny Huston a été marié à Virginia Madsen de 1989 à 1992. Il se remarie en 2001 à Katie Jane Evans. Une fille, Stella, nait de cette union en 2002. Katie Jane Evans  meurt en 2008. 

## Filmographie

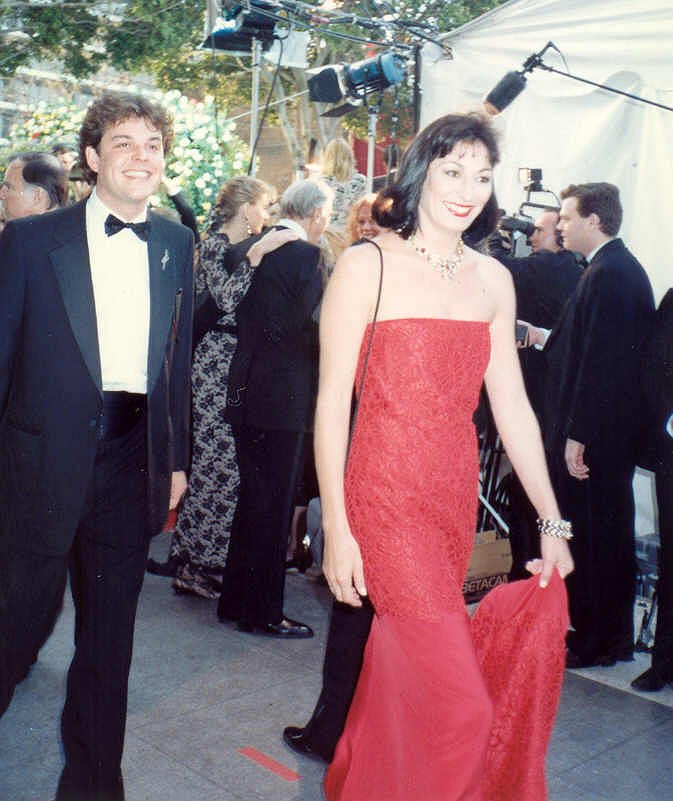
Danny Huston en 1990, avec sa demi-sœur Anjelica.

### En tant qu'acteur

#### Cinéma
- 1995 : Leaving Las Vegas de Mike Figgis : un barman
- 1997 : Anna Karenine (Anna Karenina) de Bernard Rose : Stiva
- 1998 : Susan a un plan (Susan's Plan) de John Landis : un joueur
- 1998 : Spanish Fly de Daphna Kastner : John
- 2000 : Time Code de Mike Figgis : Randy
- 2000 : Ivans Xtc de Bernard Rose : Ivan Beckman
- 2001 : Eden d'Amos Gitaï : Kalman
- 2001 : Hotel de Mike Figgis : le manager de l'hôtel
- 2002 : The Bacchae de Brad Mays : Herdsman
- 2003 : 21 Grammes (21 Grams) d'Alejandro González Iñárritu : Michael Peck
- 2004 : Silver City de John Sayles : Danny O'Brien
- 2004 : Birth de Jonathan Glazer : Joseph
- 2004 : Aviator (The Aviator) de Martin Scorsese : Jack Frye
- 2005 : The Proposition de John Hillcoat : Arthur Burns
- 2005 : The Constant Gardener de Fernando Meirelles : Sandy Woodrow
- 2006 : Marie-Antoinette de Sofia Coppola : l'empereur Joseph
- 2006 : Les Fils de l'homme (Children of Men) d'Alfonso Cuarón : Nigel
- 2006 : Fade to Black d'Oliver Parker : Orson Welles
- 2006 : Alpha Male de Dan Wilde : Jim Ferris
- 2007 : Le Nombre 23 (The Number 23) de Joel Schumacher : Isaac / Dr Miles Phoenix
- 2007 : Le Royaume (The Kingdom) de Peter Berg : Gideon Young
- 2007 : 30 jours de nuit (30 Days of Night) de David Sladee : Marlow
- 2007 : I Really Hate My Job d'Oliver Parker : Al Bowlly
- 2008 : Un Anglais à New York (How to Lose Friends & Alienate People) de Robert B. Weide : Lawrence Maddox
- 2008 : The Kreutzer Sonata de Bernard Rose : Edgar
- 2009 : Boogie Woogie de Duncan Ward : Art Spindle
- 2009 : X-Men Origins: Wolverine de Gavin Hood : le colonel William Stryker
- 2010 : Robin des Bois (Robin Hood) de Ridley Scott : Richard Cœur de Lion
- 2010 : Le Choc des Titans (Clash of the Titans) de Louis Leterrier : Poséidon
- 2010 : Hors de contrôle (Edge of Darkness) de Martin Campbell : Jack Bennett
- 2010 : The Warrior's Way de Sngmoo Lee : le colonel
- 2010 : We Want Sex Equality (Made in Dagenham) de Nigel Cole : le patron américain (voix)
- 2011 : La Conspiration (The Conspirator) de Robert Redford : Joseph Holt
- 2011 : Un monstre à Paris (A Monster in Paris) d'Éric Bergeron : le préfet Maynott (voix originale)
- 2011 : Playoff d'Eran Riklis : Max Stoller
- 2012 : 12 Heures (Stolen) de Simon West : Tim Harlend
- 2012 : La Colère des Titans (Wrath of the Titans) de Jonathan Liebesman : Poséidon
- 2012 : 2 Jacks de Bernard Rose : Jack Hussar Sr.
- 2012 : Boxing Day de Bernard Rose : Basil
- 2013 : Le Congrès (The Congress) d'Ari Folman : Jeff
- 2013 : Hitchcock de Sacha Gervasi : Whitfield Cook
- 2013 : Libertador d'Alberto Arvelo : Torkington
- 2014 : Big Eyes de Tim Burton : Dick Nolan
- 2014 : Tigers de Danis Tanović : Alex
- 2015 : Frankenstein de Bernard Rose : Victor Frankenstein
- 2015 : Pressure de Ron Scalpello : Engel
- 2017 : Wonder Woman de Patty Jenkins : Generalfeldmarschall Erich Ludendorff
- 2017 : Je ne vois que toi (All I See Is You) de Marc Forster : Dr Hughes
- 2017 : Newness de Drake Doremus : Larry Bejerano
- 2017 : The Last Photograph de Danny Huston : Tom Hammond
- 2018 : Game Night de John Francis Daley et Jonathan Goldstein : Donald Anderton
- 2018 : Stan et Ollie de Jon S. Baird : Hal Roach
- 2019 : Io de Jonathan Helpert : Henry
- 2019 : Les Derniers Jours de M. Brown (The Professor) de Wayne Roberts : Peter
- 2019 : La Chute du Président (Angel Has Fallen) de Ric Roman Waugh : Wade Jennings
- 2019 : Samurai marason de Bernard Rose : le commodore Perry
- 2021 : Traveling Light de Bernard Rose : Harry
- 2022 : Marlowe de Neil Jordan : Floyd Hanson
- 2022 : Across the River and Into the Trees de Paula Ortiz : le capitaine Wes O'Neil
- 2022 : Tempête de Christian Duguay : Cooper
- 2023 : Jusqu'au bout du monde (The Dead Don't Hurt) de Viggo Mortensen : le maire Rudolph Schiller
- 2023 : Te l'avevo detto de Ginevra Elkann : Bill
- 2024 : Horizon : Une saga américaine, chapitre 1 (Horizon: An American Saga – Chapter 1) de Kevin Costner : le colonel Albert Houghton
- 2024 : The Crow de Rupert Sanders : Vincent Roeg
- 2025 : Y a-t-il un flic pour sauver le monde ? (The Naked Gun) d'Akiva Schaffer : Richard Cane

Courts métrages
- 1999 : Rockin' Good Times de Daniela Amavia : le manager de Jimmy
- 2019 : No One Left Behind (co de Guillermo Arriaga : le lieutenant-colonel Smith

#### Télévision

##### Téléfilms
- 2010 : La Vérité sur Jack (You Don't Know Jack) de Barry Levinson : Geoffrey Fieger

##### Séries télévisées
- 2004 : Les Experts (CSI : Crime Scene Investigation) : Ty Caulfield
- 2006 : Opération Hadès (Covert One : The Hades Factor) : Frank Klein
- 2008 : John Adams : Samuel Adams
- 2012 - 2013 : Magic City : Ben Diamond
- 2013 - 2015 : American Horror Story : l'homme à la hache / Massimo Dolcefino
- 2014 : Masters of Sex : Dr Douglas Greathouse
- 2016 : Paranoid : Nick Waingrow
- 2018 - 2019 : Yellowstone : Dan Jenkins
- 2019 : Succession : Jamie Laird
- 2019 : Doc Martin : Robert Brooke
- 2021 : Calls : Frank (voix)

### En tant que réalisateur

#### Cinéma
- 1988 : Mr. North
- 1991 : Devenir Colette (Becoming Colette)
- 1995 : Séquestrées (The Maddening)
- 2017 : The Last Photograph

#### Télévision
- 1985 : Santa Claus: The Making of the Movie, making-of
- 1987 : Le Monde merveilleux de Disney : Bigfoot
- 1987 : Mister Corbett's Ghost
- 1995 : La Princesse de la forêt blanche (Die Eisprinzessin)

## Voix françaises
En France, Gabriel Le Doze est la voix la plus régulière de Danny Huston. Philippe Vincent et Bruno Dubernat l'ont également doublé à plusieurs reprises.
Au Québec, Jacques Lavallée est la voix québécoise régulière de l'acteur.